# Eupithecia quadripunctata
Eupithecia quadripunctata là một loài bướm đêm trong họ Geometridae.